# 추밀원 (영국)
영국 추밀원(영어: Privy Council, PC)은 영국 군주의 자문 기관이다. 국왕(여왕)의 대권 행사에 관한 자문을 제공한다. 정식 명칭은 국왕 폐하의 가장 고결한 추밀원(영어: His Majesty's Most Honourable Privy Council)이다.

## 권한
의회의 소집 및 해산, 선전 포고의 칙령은 국왕의 권한이지만, 관습적으로 추밀원의 회의를 거치게 되어 있다.

## 역사
그 유래는 노르만 왕조 시대 국왕의 정치자문 회의이던 Curia Regis까지 거슬러 올라간다. 리처드 2세와 헨리 6세의 집권 초기에 정치간섭으로 그 기능적 권력이 강화되었고 국가적 중요기관이 되어 계속적인 정비와 변화를 거쳤다. 이후 추밀원의 기능은 추밀원에 속한 한 위원회에만 집중되었고 이는 이후 내각(cabinet)으로 발전하여 분리된다. 대략 잉글랜드 내전 이후 국왕의 권력이 점점 쇠퇴하면서 추밀원의 권한 역시 줄어들었다.